# مخيم البقعة
مخيم البقعة هو أكبر مخيّم للاجئين الفلسطينيين في الأردن، وهو واحد من مخيمات «الطوارئ» الستة التي تم تأسيسها في عام 1968 بهدف استيعاب اللّاجئين الفلسطينيين والنّازحين الّذين تركوا الضّفّة الغربيّة وقطاع غزة نتيجة الحرب العربية الإسرائيلية عام 1967م.

## الموقع
يقعُ المخيم على الحدود الشّماليّة الغربيّة للعاصمة الأردنية عمّان على بعد 20 كيلومترا شمال مدينة عمان على طريق «عمان – إربد»، بالقربِ من منطقةِ صُويلح، ويتبعُ هذا المخيّم خدميّاً لوكالة الأمم المتحدة لإغاثة وتشغيل اللاجئين الفلسطينيين (الأونروا) ولجنة خدمات تحسين المخيّم، أما إدارياً فهو يتبع «لواء عين الباشا» في محافظة البلقاء.

## عن المخيم

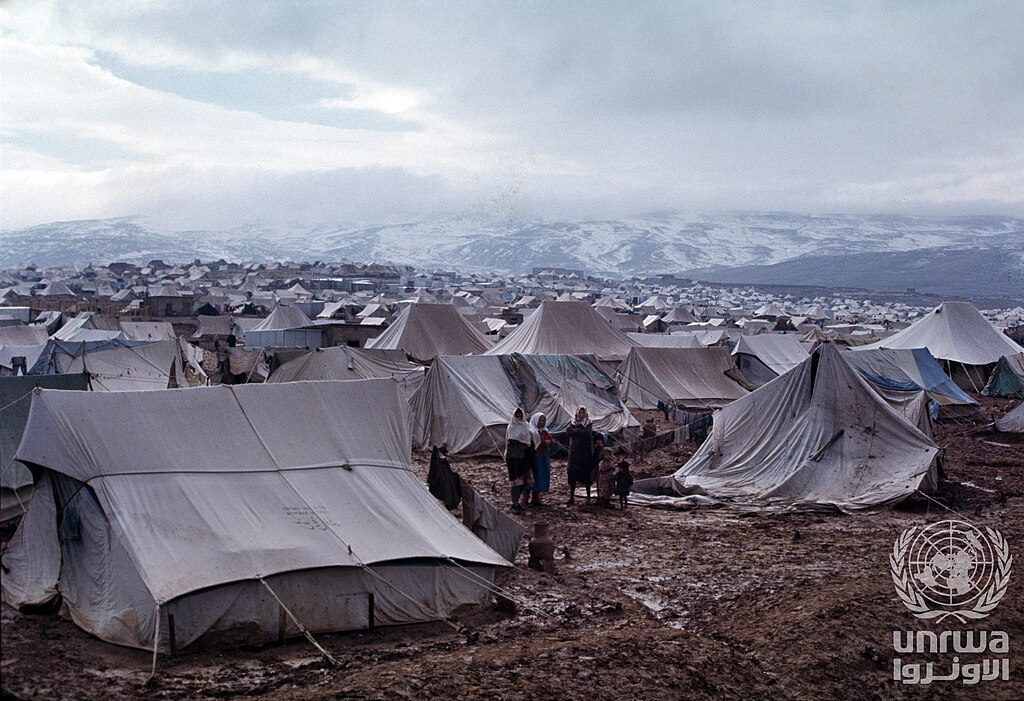
خلف مخيم البقعة عام 1967، وتبدو ثلوج الشتاء على التلال الواقعة

في الفترة الواقعة بين حزيران 1967م وشباط 1968م، تمَّ إيواء اللّاجئين والنّازحين في مخيّمات مؤقتة في منطقة وادي الأردن، إلّا أنّه تمّ نقلهم عندما تصاعدت العمليات العسكرية في المنطقة، وعندما تمّ تأسيس مخيم البقعة، كان مخيّماً كبيراً، حيثُ كان يضمّ 5,000 خيمة خُصّصت لإيواء 26,000 لاجئ فوق مساحة 1,4 كيلومتر مربع. 
بين الأعوام 1969م و1971م، استبدلت (الأونروا) الخيام بقرابة 8,000 مسكن مسبق البناء وذلك من أجل حماية النّاس من ظروف الشّتاء القاسية في الأردن، وقد قام معظم السكان منذ ذلك الوقت ببناء مساكن إسمنتيّة أكثر قوة ومتانة. 
تعود ملكيّة أرض مخيّم البقعة لعشيرة الوريكات (العدوان)، وقد قامت الحكومة الأردنيّة بتأجيرها لوكالة الغوث لتقديمها للاجئين. في عام 1950م قامت (الأونروا) بنصب خيام للمهجّرين في المناطق التي سمّيت «المخيّمات الفلسطينية» على أرض حكوميّة أو أراض خاصة استأجرتها أو استملكتها الحكومة الأردنيّة من أصحابها.
تحيط بالمخيم الأراضي الزراعية المروية من المياه الجوفية، وفي الثمانينيّات صُنّف حوض البقعة ثاني أكبر منطقة في الإنتاج الزراعي بعد غور الأردن، حيث كان يوجد فيه ما يقرب (5000) بيت دفيئة (بيوت بلاستيكيّة)، أما الآن وبعد تقنين استخدام المياه الجوفية أصبح خامس منطقة في الإنتاج الزراعي.